# Begonia fruticosa
Espèce
Synonymes
- Trendelenburgia fruticosa Klotzsch[1]

Begonia fruticosa est une espèce de plantes de la famille des Begoniaceae. Ce bégonia est originaire du Brésil. l'espèce a été décrite en 1854 sous le basionyme de Trendelenburgia fruticosa par Johann Friedrich Klotzsch (1805-1860), puis recombinée dans le genre Begonia en 1861 par Alphonse Pyrame de Candolle (1806-1893). L'épithète spécifique fruticosa signifie « buissonneux, arbustif ».

## Répartition géographique
Cette espèce est originaire du pays suivant : Brésil.